# Onciurosoma adisi
Onciurosoma adisi är en mångfotingart som beskrevs av Sergei I. Golovatch 1992. Onciurosoma adisi ingår i släktet Onciurosoma och familjen orangeridubbelfotingar. Inga underarter finns listade i Catalogue of Life.